# Bernhard Sepp
Bernhard Sepp (* 3. September 1853 in Koblenz; † 8. März 1920 in Regensburg) war ein deutscher Historiker, der als Professor am Königlichen Lyzeum in Regensburg lehrte.

## Leben
Bernhard Sepp war ein Sohn des Historikers Johann Nepomuk Sepp und dessen Frau Anna Maria Clemens. Er besuchte das Maximiliansgymnasium München und studierte von 1872 bis 1875 Kunst und Geschichte an der Universität München. Noch als Student unternahm er 1874 mit seinem Vater eine Forschungsreise nach Phönizien und Palästina, wobei sie unter anderem nach Belegen für einen christlich-byzantinischen baulichen Ursprung des Felsendoms suchten. 1881 wurde Bernhard Sepp mit der Dissertation „Die Wanderung der Cimbern und Teutonen“ in Würzburg promoviert. Im Jahr darauf begann er eine Tätigkeit als Studienlehrer am Humanistischen Gymnasium Eichstätt. 1887 wurde er außerordentlicher und 1898 ordentlicher Professor für Geschichte und Philosophie am Königlichen Lyzeum Regensburg.
Sepp veröffentlichte unter anderem mehrere Schriften über Maria Stuart. Im Jahr 1886 war er Gründungsvorstand des Historischen Vereins Eichstätt.
1891 heiratete er Amalie, geb. Auracher.

## Schriften (Auswahl)
- mit Johann Nepomuk Sepp: Die Felsenkuppel, eine justinianische Sophienkirche, und die übrigen Tempel Jerusalems. Kellerer, München 1882 (archive.org).
- Die Zeußsche Hypothese über die Herkunft der Bayern von den Hermunduren, München 1882.
- Die Wanderung der Cimbern und Teutonen, München 1882.
- Tagebuch der unglücklichen Schottenkönigin Maria Stuart, München 1882–83, 2 Tle.
- Maria Stuart und ihre Ankläger, München 1884.
- Der Rücklaß der unglücklichen Schottenkönigin Maria Stuart, München 1885.
- Maria Stuarts Briefwechsel mit A. Babington, München 1886.